# Karol Świderski
Karol Grzegorz Świderski (* 23. ledna 1997) je polský profesionální fotbalista, který hraje na pozici útočníka za řecký klub Panathinaikos Athény a za polský národní tým.

## Klubová kariéra

### Jagiellonia Białystok
Świderski začal svou kariéru v mládežnické akademii Rawia Rawicz. V letech 2012 až 2014 působil ve sportovní škole UKS SMS Łódź. V roce 2014 pak hrál za tým Ekstraklasa Jagiellonia Białystok, kde hrál nejprve v třetiligovém týmu a v jeho mládežnické akademii. Nakonec začal hrát výhradně v jejich prvním týmu v sezóně 2016/17.
Świderskému bylo pouhých 17 let, když 23. srpna 2014 debutoval v dresu Jagiellonie při prohře 1:3 se Śląsk Wrocław. Dne 3. června 2015 ve venkovním zápase vstřelil svůj první profesionální gól, a to proti Pogońu Szczecin v 80. minutě při výhře 3:1.
Świderski debutoval v soutěžích UEFA 2. července 2015, kdy skóroval a vyhrál zápas za Jagiellonii při výhře 1:0 nad Kruoja Pakruojis. Hrál i v odvetném utkání, které Jagellonie vyhrála 8:0 a skóroval ve 4. minutě.

### PAOK
Dne 20. ledna 2019 PAOK Soluň potvrdil podpis smlouvy s polským útočníkem na 3,5 roku za přestupovou částku 2 miliony eur. Za klub hráč debutoval 27. ledna 2019, kdy v 81. minutě vystřídal Omara Kadúrího. Dne 30. ledna 2019 vstřelil Świderski svůj první gól v 87. minutě poté, co přišel z lavičky za Dimitrise Limnia. Dne 18. února skóroval jako střídající hráč při venkovní výhře 5:1 nad Apollonem Smyrni. Dne 10. března 2019 skóroval při domácí výhře 3:0 nad Atromitosem. Dne 21. dubna 2019 vstřelil poslední gól při výhře 5:0 nad Levadiakosem, která potvrdila první ligový titul PAOKU po 34 letech.
Dne 25. srpna 2019 vstřelil svůj první gól v sezóně 2019/20 hlavičkou a otevřel skóre v domácím vítězném zápase 2:1 proti Panetolikosu a o týden později skóroval znovu při domácí výhře 2:1 proti Panionios. Dne 29. srpna skóroval po asistenci Rodriga Soarese, když PAOK porazil ŠK Slovan Bratislava ve druhém utkání play-off Evropské ligy, ale po celkovém výsledku 3:3 byl kvůli pravidlu venkovních gólů vyřazen. Dne 29. září 2019 vstřelil oba góly PAOKU při remíze 2:2 s rivalem AEK Athény. Dne 4. ledna 2020 polský útočník vstřelil gól poté, co Julián Cuesta nešikovně tečoval střelu Dimitrise Pelkase, a otevřel skóre při venkovní prohře 4:2 s rivalem Arisem Soluň. PAOK byl po 51 zápasech v Superlize konečně poražen. Dne 12. února 2020 dostal Świderski nádhernou přihrávku od Dimitrise Pelkase a polský útočník následně přesným pokusem překonal Sokratise Dioudise, čímž pomohl úřadujícím vítězům řeckého poháru PAOKU prosvištět do semifinále Řeckého poháru, kde v Athénách porazil Panathinaikos 1:0 a zkompletoval celkový triumf 3:0.
Dne 4. října 2020 vstřelil branku 3 minuty před koncem zápasu a zpečetil tak triumfální domácí výhru 3:0 nad OFI Kréta. Dne 31. ledna 2021 vstřelil branku při domácí výhře 5:0 nad Panetolikosem.
Dne 19. ledna 2022 přijal PAOK nabídku za Świderskiho od klubu MLS Charlotte FC ve výši 5 milionů eur. Świderski v této sezóně odehrál 28 zápasů, ve kterých vstřelil 4 góly a přidal 3 asistence. Ve svém posledním zápase s klubem nastoupil polský reprezentační útočník do zápasu jako pozdní náhradník, a to v derby v řeckém poháru proti AEK Athény.

### Charlotte
Dne 26. ledna 2022 Charlotte FC oznámilo podpis smlouvy s Świderskim do roku 2025 s opcí na rok 2026.

#### Hostování v Hellasu Verona
Dne 1. února 2024 se Świderski vrátil do Evropy, aby se připojil ke klubu Serie A Hellas Verona na hostování do konce roku s opcí na trvalý přestup. Po skončení sezóny se Świderski na začátku července vrátil do Charlotte.

### Panathinaikos
Dne 23. ledna 2025 se Świderski vrátil do Řecka a podepsal smlouvu na tři a půl roku s Panathinaikosem za údajný poplatek 2 miliony eur.

## Reprezentační kariéra

### U18
Świderski byl vybrán v březnu 2015 trenérem polské reprezentace do 18 let Rafałem Janasem, aby hrál v Poháru federace LFF U-18. Debutoval ve vítězném zápase proti Gruzii, který Polsko vyhrálo 1:0. Świderski v dalším zápase opět hrál a vstřelil svůj první gól v 9. minutě proti Lotyšsku, kdy Polsko remizovalo 1:1.

### U19
Świderski debutoval za národní tým U19 5. září 2015 v přátelském utkání proti Walesu, které skončilo remízou 1:1. Proti Slovinsku odehrál dvě přátelská utkání a v prvním zápase, který skončil remízou 2:2, vstřelil oba góly. Byl úspěšný v kvalifikaci na Mistrovství Evropy ve fotbale hráčů do 19 let na Kypru proti Bulharsku, Kypru a Lucembursku, kde vstřelil tři góly.

### Seniorská reprezentace
Dne 15. března 2021 byl Świderski poprvé povolán do národního týmu, aby si zahrál v kvalifikaci na Mistrovství světa ve fotbale 2022. Debutoval v zápase proti Andoře, když v 63. minutě nahradil Roberta Lewandowského. Ve stejném zápase také vstřelil svůj první gól za svou zemi v 88. minutě. Později byl zařazen do polských týmů pro Mistrovství Evropy ve fotbale 2020, Mistrovství světa ve fotbale 2022 a Mistrovství Evropy ve fotbale 2024.

## Statistiky

### Klubové
Platí k zápasu hranému 1. února 2025.
| Klub                      | Sezóna       | Liga                | Liga   | Liga | Národní pohár | Národní pohár | Kontinentální | Kontinentální | Ostatní | Ostatní | Celkově | Celkově |
| Klub                      | Sezóna       | Soutěž              | Zápasy | Góly | Zápasy        | Góly          | Zápasy        | Góly          | Zápasy  | Góly    | Zápasy  | Góly    |
| ------------------------- | ------------ | ------------------- | ------ | ---- | ------------- | ------------- | ------------- | ------------- | ------- | ------- | ------- | ------- |
| Jagiellonia Białystok     | 2014/15      | Ekstraklasa         | 7      | 1    | 0             | 0             | —             | —             | —       | —       | 7       | 1       |
| Jagiellonia Białystok     | 2015/16      | Ekstraklasa         | 31     | 4    | 1             | 1             | 4             | 2             | —       | —       | 36      | 7       |
| Jagiellonia Białystok     | 2016/17      | Ekstraklasa         | 26     | 2    | 2             | 1             | —             | —             | —       | —       | 28      | 3       |
| Jagiellonia Białystok     | 2017/18      | Ekstraklasa         | 32     | 5    | 1             | 0             | 1             | 0             | —       | —       | 34      | 5       |
| Jagiellonia Białystok     | 2018/19      | Ekstraklasa         | 17     | 8    | 3             | 1             | 3             | 0             | —       | —       | 23      | 9       |
| Jagiellonia Białystok     | Total        | Total               | 113    | 20   | 7             | 3             | 8             | 2             | —       | —       | 128     | 25      |
| PAOK                      | 2018/19      | Řecká Superliga     | 11     | 4    | 4             | 2             | —             | —             | —       | —       | 15      | 6       |
| PAOK                      | 2019/20      | Řecká Superliga     | 34     | 11   | 4             | 2             | 3             | 1             | —       | —       | 41      | 14      |
| PAOK                      | 2020/21      | Řecká Superliga     | 35     | 11   | 5             | 0             | 9             | 0             | —       | —       | 49      | 11      |
| PAOK                      | 2021/22      | Řecká Superliga     | 16     | 4    | 3             | 0             | 10            | 0             | —       | —       | 29      | 4       |
| PAOK                      | Total        | Total               | 96     | 30   | 16            | 4             | 22            | 1             | —       | —       | 134     | 35      |
| Charlotte FC              | 2022         | Major League Soccer | 30     | 10   | 0             | 0             | —             | —             | —       | —       | 30      | 10      |
| Charlotte FC              | 2023         | Major League Soccer | 31     | 12   | 3             | 1             | —             | —             | 6       | 2       | 40      | 15      |
| Charlotte FC              | 2024         | Major League Soccer | 10     | 6    | 0             | 0             | —             | —             | 5       | 1       | 15      | 7       |
| Charlotte FC              | Total        | Total               | 71     | 28   | 3             | 1             | —             | —             | 11      | 3       | 85      | 32      |
| Hellas Verona (hostování) | 2023/24      | Serie A             | 15     | 2    | —             | —             | —             | —             | —       | —       | 15      | 2       |
| Panathinaikos             | 2024/25      | Řecká Superliga     | 1      | 0    | 0             | 0             | 0             | 0             | —       | —       | 1       | 0       |
| Career total              | Career total | Career total        | 296    | 80   | 26            | 8             | 30            | 3             | 11      | 3       | 363     | 94      |

### Reprezentační
Platí k zápasu hranému 18. listopadu 2024.
| Národní tým | Rok     | Zápasy | Góly |
| ----------- | ------- | ------ | ---- |
| Polsko      | 2021    | 14     | 6    |
| Polsko      | 2022    | 5      | 2    |
| Polsko      | 2023    | 9      | 2    |
| Polsko      | 2024    | 10     | 1    |
| Celkově     | Celkově | 38     | 11   |

#### Reprezentační góly
Skóre a výsledky Polska jsou vždy zapsány jako první. Góly Karola Świderského jsou zvýrazněny.
| No. | Date               | Venue                                      | Cap | Opponent   | Score | Result | Competition                                       |
| --- | ------------------ | ------------------------------------------ | --- | ---------- | ----- | ------ | ------------------------------------------------- |
| 1.  | 28. března 2021    | Stadion Wojska Polskiego, Varšava, Polsko  | 1.  | Andorra    | 3:0   | 3:0    | Kvalifikace na Mistrovství světa ve fotbale 2022  |
| 2.  | 8. června 2021     | Městský stadion, Poznaň, Polsko            | 4.  | Island     | 2:2   | 2:2    | Přátelský zápas                                   |
| 3.  | 5. září 2021       | San Marino Stadium, Serravalle, San Marino | 9.  | San Marino | 2:0   | 7:1    | Kvalifikace na Mistrovství světa ve fotbale 2022  |
| 4.  | 9. října 2021      | Národní stadion, Varšava, Polsko           | 11. | San Marino | 1:0   | 5:0    | Kvalifikace na Mistrovství světa ve fotbale 2022  |
| 5.  | 12. října 2021     | Air Albania Stadium, Tirana, Albánie       | 12. | Albánie    | 1:0   | 1:0    | Kvalifikace na Mistrovství světa ve fotbale 2022  |
| 6.  | 15. listopadu 2021 | Národní stadion, Varšava, Polsko           | 14. | Maďarsko   | 1:1   | 1:2    | Kvalifikace na Mistrovství světa ve fotbale 2022  |
| 7.  | 1. června 2022     | Městský stadion, Vratislav, Polsko         | 15. | Wales      | 2:1   | 2:1    | Liga národů UEFA 2022/23                          |
| 8.  | 25. září 2022      | Cardiff City Stadium, Cardiff, Wales       | 17. | Wales      | 1:0   | 1:0    | Liga národů UEFA 2022/23                          |
| 9.  | 27. března 2023    | Národní stadion, Varšava, Polsko           | 21. | Albánie    | 1:0   | 1:0    | Kvalifikace na Mistrovství Evropy ve fotbale 2024 |
| 10. | 15. října 2023     | Národní stadion, Varšava, Polsko           | 26. | Moldavsko  | 1:1   | 1:1    | Kvalifikace na Mistrovství Evropy ve fotbale 2024 |
| 11. | 10. června 2024    | Národní stadion, Varšava, Polsko           | 31. | Turecko    | 1:0   | 2:1    | Přátelský zápas                                   |

## Úspěchy
PAOK
- Řecká Superliga: 2018/19
- Řecký pohár: 2018/19, 2020/21

#### Individuální
- Mladý hráč měsíce Ekstraklasy: listopad 2018